# Vincenzo Capirola
Vincenzo Capirola (1473 – dopo 1548) è stato un liutista e compositore italiano.
Originario di Leno, fu a lungo dimenticato. Venne riscoperto da Otto Gombòsi, professore ungherese che indagò su un libro di intavolature per liuto finemente decorato e conservato nella Newberry library of Chicago.

## Biografia
Nato nel 1473, Vincenzo Capirola discendeva da una nobile famiglia di antiche origini bergamasche. Il capostipite fu un certo Ghidino detto Capirola originario di Onore (Italia) ma emigrato a Brescia. Ghidino ebbe tre figli: Bartolomeo, Giovanni e Venturino. A sua volta Giovanni fu padre di: Pietro, Albertino, Antonio e Bartolomeo. Il primogenito Pietro sposò Flora (il cognome ci è ignoto) e da lei ebbe due figli: Vincenzo e Aloisia. Quando Vincenzo aveva pochi anni, il padre Pietro morì e di li a poco morì pure la madre Flora. Vincenzo venne quindi affidato all’istruttore Maestro Stefano De Caravatilis mentre la sorella Aloisia sposò Simon De Morattis trombettiere di Soncino. Le vicende legate alla vita di Vincenzo le possiamo ricostruire soprattutto grazie a documenti che testimoniano scambi di denaro e contratti. Infatti, sappiamo che nel 1517 affittò una casa a Venezia ed era solito prestare importanti somme di denaro a parenti che non glielo rendevano. Sappiamo anche di una certa cugina di nome Bianca che lo aiutava economicamente. L’ultimo documento in cui si ha traccia del Capirola è una polizza d’estimo del 1548 di 1200 lire (cifra considerevole) destinata al “maestro Baldesar rumano spiciario nel borgo de santo Zouan” in cui però specifica che il prestito è “indutta cum maliciosi inganni”. Possiamo intuire quanto, nonostante le nobili origini, Vincenzo abbia vissuto in condizioni economiche precarie che si aggravarono nei suoi ultimi anni. Sulla sua vita si sono fatte molte supposizioni come un possibile viaggio in Inghilterra alla corte del re Enrico VIII nel 1515. Questa tesi è supportata dalle parole che presenti nel carteggio tra Nicolò Sagudino e Alvise De Foscari che recitano: “Era in dicto loco brexan, al qual questo Re lì de provisione de ducati 300 a l’anno per sonar de lauto, qual bressano, pigiato in mano un lauto, sono insieme con mi alcune cose” è possibile che si stia parlando di Capirola anche se altri sostengono che si tratti di Pietro dell’Olmo (1471-1536). Le circostanze della morte di Vincenzo non le conosciamo, come non conosciamo con esattezza l’anno della sua morte che convenzionalmente è stabilito nel 1548 ovvero, come abbiamo visto, l’anno a cui risale l'ultimo documento.

## Il libro di intavolature per liuto

### I proprietari del libro
Senza l'interesse verso questo libro, probabilmente Vincenzo Capirola sarebbe stato dimenticato. Prima di giungere alla Newberry library of Chicago dove, come già accennato, è stato oggetto di studio da parte del professor Otto Gombòsi, il libro di composizioni ebbe diversi possessori. Tutto iniziò a Leiden nel 1883 quando un certo J.P.N. Lang ritrovò il manoscritto e lo vendette al negozio di N. Trubner di Londra. Successivamente, ne entrò in possesso il rivenditore B. Quarritch e il 28 giugno 1902 fu comprato dall'editore fiorentino Leo Olschki. Nel Maggio 1904, Olschki, lo vendette per 1500 lire alla Newberry library of Chicago dove è conservato tuttora.

### La stesura ed il contenuto

#### La prefazione
Nella prima pagina del libro troviamo il titolo: "Compositione di messer Vincenzo Capirola gentil homo bresano" seguito da un breve scritto in cui apprendiamo che il manoscritto fu scritto da un certo Vidal (o Vitale) affezionato allievo di Capirola che si dichiara anche essere l'autore dei disegni che decorano l'intero manoscritto. In queste righe, Vidal spiega i suoi intenti. Ci dice infatti come la sua volontà di conservare quel libro in eterno, lo abbia spinto a creare un manoscritto così decorato in modo che, se qualcuno incapace di capirne il contenuto ne fosse venuto in possesso, lo avrebbe conservato per la sua bellezza.

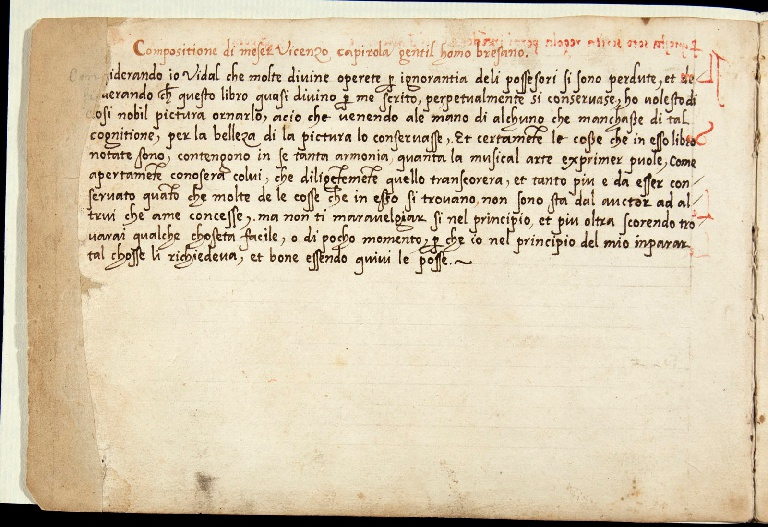
Prima pagina del manoscritto

Di seguito è riportato il testo originale
"Considerando io Vidal che molte divine operete per ignorantia deli possessori si sono perdute, et desiderando che questo libro quasi divino per me scritto perpetuamente si conservase, ho volesto di così nobil pictura ornarlo, acio che venendo ale mano di alchuno che manchasse di tal cognizione, per la bellezza di la pictura lo conservasse,. et certamente le cosse che in esso libro notate sono, contengono in se tanta armonia, quanta la musical arte esprimer puote, come apertamente conosera colui che diligentemente quello transcorera, et tanto piu e da esser conservato quanto che molte de le cosse che in esso si trovano, non sono sta dal auctor ad altrui che a me concesse,. ma non ti maravelgiare si nel principio, et piu oltra scorendo trovarai qualche choseta facile, o di pocho momento, per che io nel principio del mio imparar, tal chosse li richiedeva, et bone essendo quivi le posse".